# Iris lusitanica
Iris lusitanica är en irisväxtart som beskrevs av Ker Gawl. Iris lusitanica ingår i släktet irisar, och familjen irisväxter. IUCN kategoriserar arten globalt som otillräckligt studerad. Inga underarter finns listade i Catalogue of Life.

## Bildgalleri

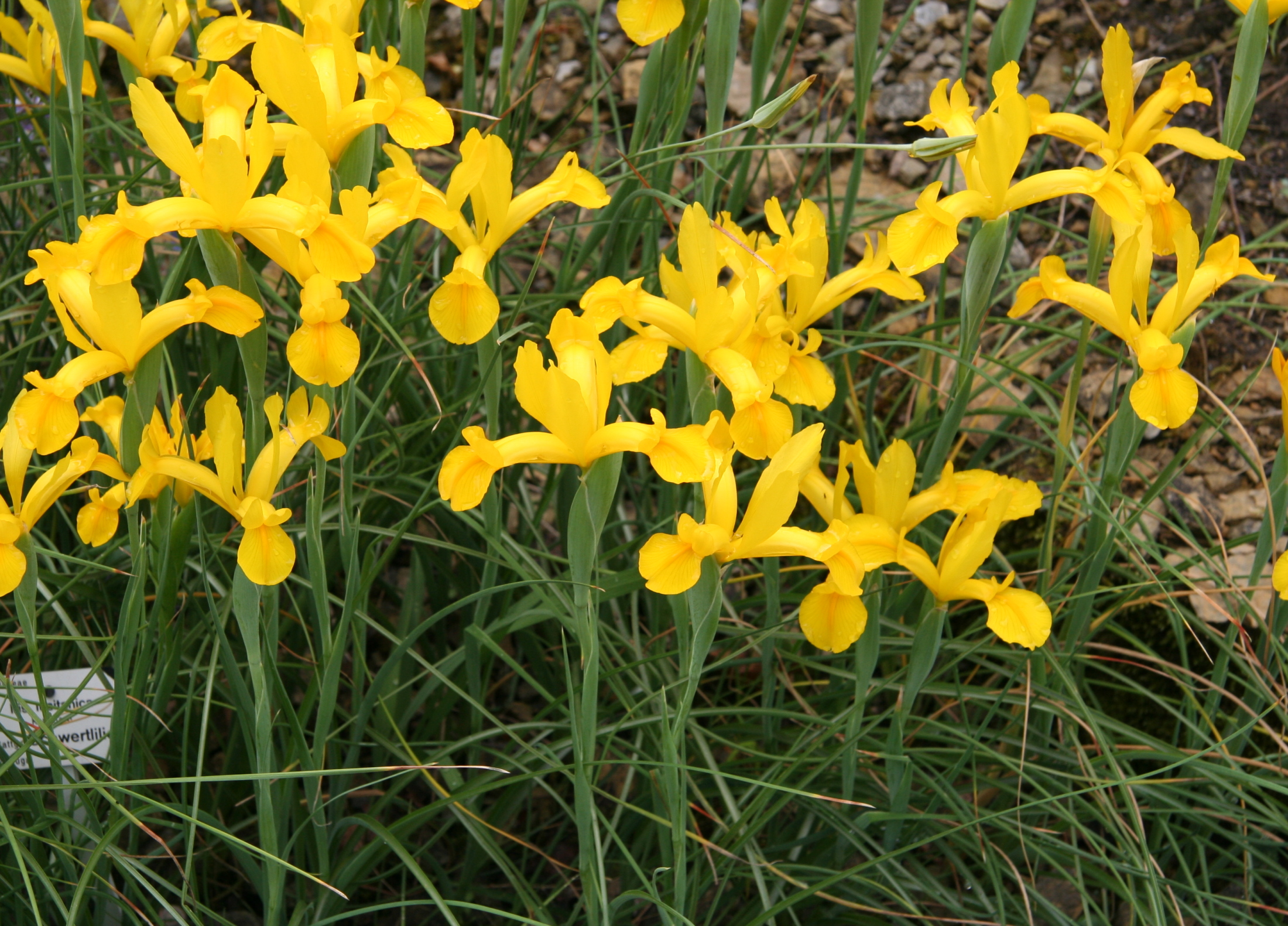
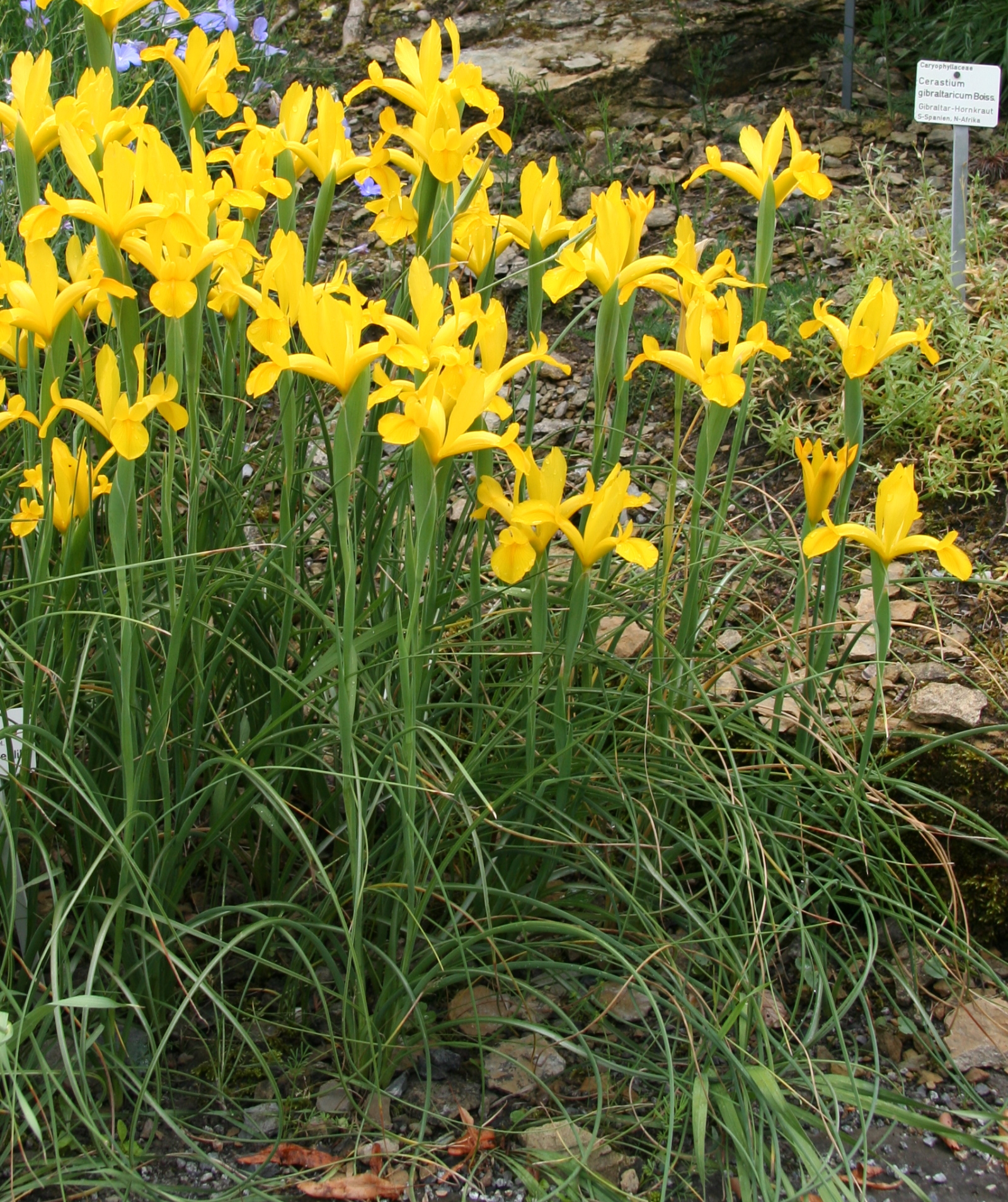